# 배건식
배건식(1976년 11월 24일 ~ )은 대한민국의 배우이다.

## 출연 작품

### 드라마
- (2007년) (OCN) 《폴리스 라인》
- (2007년) (MBC) 《별순검》
- (2008년) (E채널) 《기담전설》
- (2009년) (KBS2) 《천추태후》
- (2016년) (채널A) 《천일야사》
- (2019년) (넷플릭스) 《킹덤》 ...  문사낭청 역
- (2022년) (MBC) 일일드라마 《마녀의 게임》[1] ... 유형석 역
- (2022년) (TV조선) 《빨간풍선》

### 영화
- (1990년) 《그들도 우리처럼》
- (1992년) 《우주경찰 휴먼 파워》 ... 슈퍼가게 주인 역
- (1995년) 《천재 선언》
- (2007년) 《세븐 데이즈》 ... 그랜져 사내 역
- (2008년) 《신기전》 ... 연구소 장정 역
- (2009년) 《그림자 살인》 ... 정사남 역
- (2009년) 《약수터 부르스》 ... 우철 역
- (2014년) 《찌라시: 위험한 소문》 ... 그외 선수들 역
- (2015년) 《건반 없는 피아노》 ... 법공 스님 역
- (2016년) 《검사외전》 ... 남자 평검사들 역
- (2018년) 《버닝》 ... 벤 형 역

### TV 프로그램
- (2008년) 《범죄의 재구성》ep.5 신창원
- (2014년) 《기막힌 이야기 실제상황》
- (2014년) 《이것은 실화다》
- (2016년) 《천일야사》